# Juhod-patak
A Juhod-patak (románul: Iuhod) egy vízfolyás Szováta közelében, a Kis-Küküllő mellékága.

## Földrajza
A Görgényi-havasokban ered, a Bucsin-tetőtől nyugatra. Áthalad Illyésmezőn és Szovátán. Mellékfolyói a Hideg-Juhod, Meleg-Juhod, Tekeres-Juhod, Szilas-patak, és a Sebes-patak. Hossza 17 km, vízgyűjtő területe 75 km2.
A patak folyását követi a Szovátát Nagy-Mező-havassal összekötő, kék háromszöggel jelzett turistaút.

## Legendák
A Hideg-Juhod és a Szilas-patak összefolyásánál állnak egy sziklán Rapsóné várának romjai. Rapsóné székely mondákban szereplő tündérasszony volt, aki rávette az ördögöt, hogy építsen bűvös utat, melyen pillanatok alatt eljuthat várából Kolozsvárra. Mikor a fizetésre került volna sor, Rapsóné kijátszotta az ördögöt, aki dühében szétrombolta az utat.
Más legendák a környéken lakó tündérekről szólnak, az Elemér-sziklához pedig egy furfangos juhászról szóló monda kapcsolódik.